# باست
باست (به فرانسوی: Busset) یک کمون در فرانسه است که در آلیه واقع شده‌است. باست ۳۶٫۹۶ کیلومتر مربع مساحت دارد ۵۰۰ متر بالاتر از سطح دریا واقع شده‌است.